# Joey Jordison
Nathan Jonas Jordison (Des Moines, 26 de abril de 1975-Des Moines, 26 de julio de 2021), más conocido como Joey Jordison, fue un músico y compositor estadounidense, conocido por haber sido el virtuoso baterista y cofundador de la banda Slipknot. 
Con Slipknot, Jordison realizó cuatro álbumes de estudio, y produjo el álbum en vivo 9.0: Live. También fue guitarrista en la banda Murderdolls, que él ayudó a establecer durante una gira con Slipknot (originalmente llamado The Rejects). Estuvo en sus dos álbumes. 
Jordison trabajó con otros grupos de Heavy metal como Rob Zombie, Korn, System of a down, Satyricon, Metallica y Ministry. Aunque la mayoría de sus actuaciones con estas bandas fueron en vivo, también colaboró en algunos álbumes, como Casa de los Secretos y la reedición de Hellbilly Deluxe 2 que cuenta con pistas grabadas por él. Jordison utilizaba varias marcas de baterías incluyendo Pearl. Fue ganador de un premio Grammy con Slipknot.
Antes de su muerte se dedicaba a trabajar en el nuevo proyecto de la banda Vimic como baterista.

## Biografía
Nació en Des Moines, Iowa, hijo de Steve y Jackie Jordison. Es el mayor de tres hermanos. Tiene dos hermanas llamadas Kate y Anne. Se crio en una zona rural fuera de Waukee. Abrazó la música a una edad temprana, por la influencia de sus padres. En una ocasión dijo: “Ellos siempre me sentaban en frente de la radio, en lugar de la TV”, “Inmediatamente pensé que Ozzy Osbourne mandaba”. En el colegio tocaba la batería y también participaba en una banda de Jazz. Tocó la guitarra hasta que sus padres le regalaron su primera batería a los ocho años y formó su primera banda en la escuela primaria.
Mientras seguía en el colegio, formó una banda llamada Avanga. Sin embargo, por falta de motivación, la banda se disolvió. Él trabajaba en una estación de gas de la empresa "Sinclair". Mientras hacia esto, se integró a la banda Modifidious, junto con Craig Jones, con la cual lanzaron un CD llamado "Sprawl". En 1995 la banda se disolvió.
El día 27 de julio de 2021 se dio a conocer la noticia de su fallecimiento el día anterior, 26 de julio. El comunicado, ofrecido por su familia, reza lo siguiente:
«La muerte de Joey nos deja con los corazones vacíos y con una indescriptible tristeza. Para aquellos que conocían a Joey entendían su rápido ingenio, su gentil personalidad, su gran corazón y su amor por todas las cosas, familia y música incluidas». 
Se desconocen por el momento las causas del fallecimiento, pero la familia ha solicitado respeto con este tema.

## Trayectoria

### Con Slipknot
Durante su estancia en Modifius, también tocó la guitarra durante un tiempo en la banda The Rejects, y Anal Blast, pero después Paul Gray lo llamó para que se integrase a Slipknot, que en ese entonces se llamaba The Pale Ones. Joey aceptó y se integró. En el año 1996, Slipknot lanzó su primer álbum Mate.Feed.Kill.Repeat, el cual solo tuvo 1000 copias. Después de esto lanzaron el álbum Slipknot y en el 2001 lanzarían Iowa.  
Durante este tiempo, Jordison remezcló la canción "The Fight Song" para Marilyn Manson y apareció en su vídeo "Tainted Love". En 2002, Jordison, con Murderdolls y Tripp Eisen, forman su segunda banda en popularidad, llamada Murderdolls.
Cuando retornó a Slipknot grabaron el álbum Vol 3: The Subliminal Verses, puesto a la venta en 2005.
En el verano del 2004, durante el Download Festival, Lars Ulrich, el baterista de Metallica, sufrió una indisposición gastrointestinal, no pudo tocar y dejó ese cargo a Joey para que tocara el concierto de algo más de una hora de duración. En diciembre del 2004 Joey reemplazó a Frost, el baterista de la banda de black metal Satyricon durante todo un tour por los Estados Unidos. También tocó la batería en el álbum "Rio Grande Blood" de la banda Ministry.
Joey también produjo álbumes, entre ellos el álbum "Fire up the Blades" de la banda 3 Inches of Blood. 
Recientemente, Joey atendió una llamada por parte de la banda KoRn para tocar la batería en un tour que estos dieron durante el verano. Durante un tiempo se creyó que Joey dejaba Slipknot para colaborar con KoRn. Aprovechando el tiempo libre durante el descanso de Slipknot y la gira de Corey Taylor y James Root con Stone Sour, él expresa sentirse muy complacido y emocionado con esto ya que ha sido fan de la banda por mucho tiempo. Después de esta gira con KoЯn, Jordison entró directamente a los estudios para la grabación del próximo álbum de Slipknot, el cual estaba pautado para finales del año 2008. 
Es el miembro de la banda más bajo, con una altura de 163 cm.
Fue nombrado el mejor baterista de los últimos 25 años por "Rhythm Magazine" con un 37% de los votos. Tras enterarse de este premio, entregó las siguientes declaraciones: 
"Me quedé sin palabras. A mis amigos y fans al otro lado del mundo: gracias. Esto va más allá de lo increíble. Algo como esto me recuerda cada día por qué sigo con esto. Es por todos ustedes que yo soy muy apasionado y todavía amo lo que hago. Mis fans continúan impulsándome, si no los tuviera no estaría en donde estoy ahora". 
Jordison añadió "¡Esto es más grande que un Grammy para mí! Ustedes me mantienen vivo; no les puedo agradecer a todos suficiente. A todo el personal de Rhythm, gracias, son asombrosos. Gracias a mi familia, amigos, todos los asombrosos bateristas que me acompañaban, sin ellos no estaría aquí tampoco y al final pero no menos, todos mis hermanos en Slipknot. ¡Gracias a todos de nuevo!"
El 13 de diciembre de 2013 se informó en el sitio oficial de Slipknot que Joey dejaría la banda. El 2 de enero de 2014, Joey, en un comunicado oficial, desmintió haberse ido de la banda y se mostró tan sorprendido por la noticia como todos los fanes.
"A mis amigos, fans y asociados. Me gustaría comenzar el año nuevo aclarando los recientes rumores y especulaciones sobre mi marcha de Slipknot. Quiero dejar muy claro que yo no me he ido de Slipknot. Esta banda ha sido mi vida durante los últimos 18 años, y nunca la dejaré ni tampoco a mis fans. Esta noticia me ha impactado y deslumbrado tanto como a ustedes. A pesar de que hay muchas cosas que me gustaría decir, debo mantener silencio sobre varios detalles por ahora. Me gustaría agradecerles su amor y apoyo, y desear a todo el mundo un feliz y saludable Año Nuevo".
Finalmente, a mediados de junio, Slipknot informó sobre el lanzamiento del nuevo disco y sobre el nuevo miembro de la banda, que ocuparía el lugar de Jordison, sin que se conozcan los motivos que llevaron a la banda a prescindir de Jordison.

#### Historia sobre la máscara

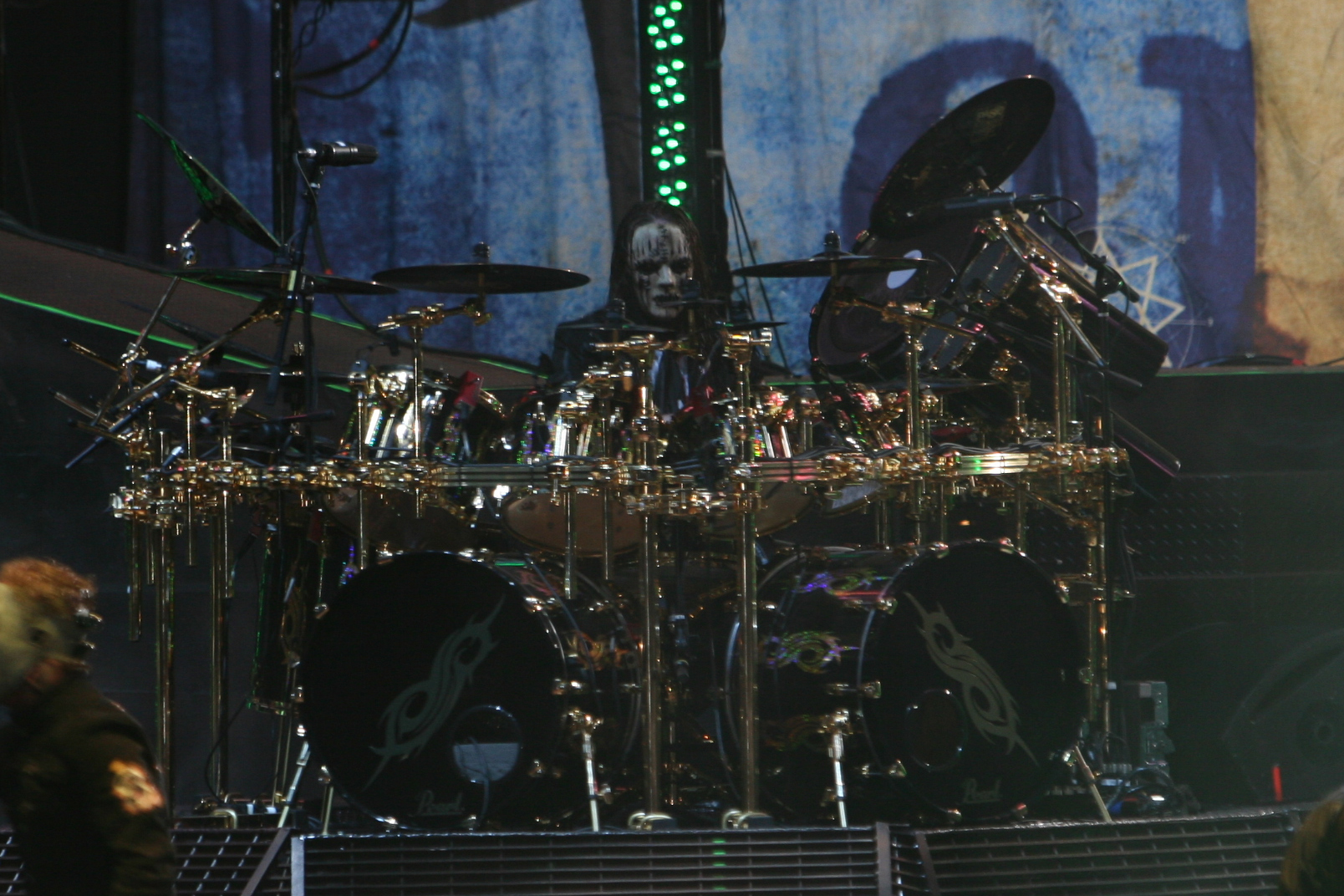
Joey Jordison actuando con Slipknot en 2008 en el Mayhem Festival.

Hay significado detrás de cada máscara de los miembros de Slipknot. Son una reflexión de sus personalidades o sobre experiencias personales. La máscara japonesa de Nō (hecha a base de madera y laca) de Jordison refleja una experiencia personal; cuando él era más joven su madre usó la máscara cuando él llegó a casa la noche de Halloween, totalmente ebrio. Le aterrorizó la mirada fija, sin emociones de la máscara. 
En los tiempos del álbum Mate.Feed.Kill.Repeat, usaba la máscara totalmente blanca. Para el álbum Slipknot, la adornó con algunas rayas y puntos de pintura. En el álbum Iowa le pintó sangre falsa a toda la máscara y para el álbum Vol 3: The Subliminal Verses le hizo unos diseños en donde lo más importante son unas rayas que parecen garras. 
Su nueva máscara muestra unos diseños similares a los piercings, pero sigue con las garras, y lleva como adorno en la cabeza una corona de espinas, lo cual hace pensar en una perseverancia de las llamadas "máscaras del purgatorio" de Slipknot, que representaban el ego mismo de cada integrante de la banda por lo que su nueva máscara vendría a representar la vanidad.
Durante la época del Vol. 3: (The Subliminal Verses) su máscara “evolucionó” considerablemente. Decoró la máscara con unos puntos y rayas de color negro alrededor y con sombras alrededor de la parte de los ojos y con los labios de color negro. Además añadió unos remaches en la parte superior de los ojos. Existen varias versiones.
Actualmente (All Hope Is Gone) Joey Jordison ha vuelto a “evolucionar” su máscara bastante más que las anteriores veces, esta vez ha decorado la máscara; decoró la máscara con unas puntos y rayas de color negro alrededor de la máscara y con sombras alrededor de la parte de los ojos, añadido cicatrices y puntos de sutura, además de una corona de espinas, esta máscara tiene una semejanza a Jesucristo.

#### Murderdolls
Él tocó sin máscara en Murderdolls y grabó un CD llamado Beyond the Valley of the Murderdolls. Esta banda de glam metal/horror punk ganó mucha fama, sobre todo en Reino Unido y Japón. Cuando se terminó el hiato de Slipknot en el 2005, los Murderdolls se separaron, ya que el cantante inició su carrera como solista y lanzó 3 discos, el último fue Skeletons 2008. Murderdolls se juntó de nuevo y saco un nuevo álbum titulado Women and Children Last el cual salió el 31 de agosto de 2010.

### Con Roadrunner United
Durante el 2005, Joey Jordison se hizo parte del gran aniversario de Roadrunner Records que cumplía 25 años, este es el sello de Slipknot y Murderdolls. Jordison era uno de los cuatro "capitanes de equipo". Su papel era juntar a otros músicos del sello y formar una banda. Jordison produjo, escribió y toco la batería en las canciones "Annihilation By The Hands Of God", "Tired 'N Lonely", "No Way Out", "Constitution Down" y "Enemy Of The State", en algunas también tocó el bajo. En el DVD de The All-Star Sessions se puede a observar a Joey tocando en vivo las canciones, en un estudio de Des Moines, Iowa y no trae puesta su máscara de Nō que usa en Slipknot.

## Estilo y actuaciones

### Equipo de batería
La batería que Joey tiene desde 2009 con Slipknot es una Pearl Reference Series Custom Slipknot Finish All Hope Is Gone Kit de 33 piezas, con el Hardware dorado, parches Remo Oil drop maple Tree, la batería en si es negra brillante con la s tribal sobre las diferentes partes de esta. Los platillos son Paiste, de la serie Black Alpha, gama media/alta de la marca, hechos de la aleación de bronce especial CuSn8, creada por Paiste en el año 2006. La serie podría ser de producción Color Sound, pero esta ya se descontinuo a principios del nuevo milenio por lo que son edición especial SlipKnoT específicamente Joey Jordison por lo que son hechos a la medida de Joey y lanzados a mediados del 2006.
Son Edición de Joey Jordison, el los usa en vivo desde el 2008 en estudio, su equipo de címbalos original se compone por platillos Paiste serie RUDE lanzados en el 1980, característicos por ser platos pesados y de sonido estruendoso, y al igual que los Alpha están hechos de bronce con la aleación especial Cusn8 y no son torneados. Hechos edición especial SlipKnoT en 2005, son gama alta. También usa platillos de la serie 2oo2 lanzada 1971 hechos de bronce con la aleación especial CuSn8, gama alta, martillados y torneados a mano, también hechos edición especial slipknot en 2005. También usa de la serie Signature, hechos en bronce con la única aleación "Paiste Signature Alloy", creada específicamente para estos platillos, lanzados en 1989, cuentan con martillado y torneado muy complicados y variados hechos a mano, gama alta hechos edición especial SlipKnoT. 
También Utiliza Platillos Black Alpha Paiste Desde EL 2008, que tienen un muy buen sonido y son de "muy alta calidad".
En 2010 toca una pearl costum Joey Jordison Rob Zombie Tour Kitts, que como su nombre lo indica es la utilizada en tour con Rob Zombie en 2010. Es muy similar a la All Hope Is Gone kit, pero sin los octabans ni el gong bajo, y retirando la signature mega cup chime y reemplazando china RUDE de 18 por uno edición especial 2oo2 de 24 que utiliza en los solos.
En una ocasión mencionó que realmente no necesita una batería tan grande, sino que es parte del atrezzo y del de los conciertos.
El equipo está conformado en su totalidad por:
- 8x7" Tom de aire.
- 10x8" Tom de aire.
- 12x9" Tom de aire.
- 14x10" Tom de aire.
- 16x16" Tom de piso.
- 18x16" Tom de piso.
- 6x12" Octoban. (Solo con Slipknot)
- 6x15" Octoban. (Solo con Slipknot)
- 6x18" Octoban. (Solo con Slipknot)
- 6x21" Octoban. (Solo con Slipknot)
- 20" Gong bajo. (Solo con Slipknot)

El Hardware de joey se conforma por:
- DR501C Rack frontal ICON X4.
- Extensión de Rack ICON DR501CE x 6 frontal.
- Mini ICON RJ50 rack articulaciones.
- Abrazaderas PCX100.
- W trono D2000BR base respaldo.
- Cable CLH1000 closed Hi-Hat
- TH2000 brazos para Tom TH2000.
- Adaptadores AX28.
- Pedales Pearl CLH1000 eliminator Series.

Su equipo de platillos edición RUDE, Signature, y 2oo2 son respectivamente:
- 14" 2oo2 Wild Hats.
- 19" 2oo2 Wild China.
- 17" RUDE Crash/Ride.
- 8" Signature Splash.
- 6" Signature Splash.
- 10" Signature Splash.
- 18" RUDE Crash/Ride.
- 19" RUDE Crash/Ride.
- 13" Signature Heavy Hi-Hat.
- 20" 2oo2 Power Ride.
- 21" 2oo2 Wild China.
- 15" 2oo2 Wild China.
- 18" RUDE China.
- 13" Signature Mega Cup Chime. (Solo con Slipknot)

Todo esto es tocado por un par de baquetas Ahead Joey Jordison1 con fibra de carbón y punta de nailon suavizado y usualmente también por unas Pro-Mark TX515W 7B de madera punta de nailon firmadas con su sangre, pero las usa poco ya que rompe varios pares de baquetas en los recitales, por lo que su preferidas son las Ahead por su material virtualmente indestructibles, por lo que las Pro-Mark son más bien para fines comerciales. Pero en el Festival Sonisphere 2011 solo utilizó las baquetas Pro-Mark cubiertas tanto en el mango como en el cuello con Ahead Grip Tape.

### Lesiones
- En uno de los espectáculos fue llevado seriamente al hospital cuando Shawn Crahan le lanzó su tambor y cayó encima de él.
- Los nudillos rotos y marcados con una cicatriz (sufrió perforaciones).
- Conmoción cerebral y puntos en la cabeza por el tambor de acero lanzado por Shawn.
- En 2008 Joey Jordison se rompió el tobillo y los médicos le aconsejaron reposar de cuatro a seis semanas para evitar un mayor perjuicio o una lesión permanente, obligando así a suspender varios conciertos en Inglaterra. (27-08-2008).[11]
- En 2013 Joey Jordison se fue de Slipknot debido a una enfermedad llamada mielitis transversa, la cual afectaba sus piernas y le afectaba obviamente al tocar, hecho que dio a conocer en junio de 2016.[12]

## Vida privada

### Adicciones
El 10 de septiembre de 2008, en una entrevista para la revista Kerrang!, Joey Jordison habla por primera vez con franqueza sobre su larga y privada batalla contra su adicción a las drogas.
“Me di cuenta de que tenía un problema con los narcóticos cuando me di cuenta de que no solo me estaba haciendo daño a mi sino a los que me rodeaban. Tuve un momento de lucidez el pasado año. Mi novia por aquel entonces, una chica con la que pensaba que iba a vivir para siempre, me engañó y estuve tres semanas llenándome de coca. De hecho, compuse algunos de los riffs del nuevo álbum (All Hope Is Gone) durante ese tiempo, cosa que fue lo único bueno que salió de aquello".
"Pero yo no me divertía y mi familia lo sabía. Mi hermana Annie no paraba de llamarme pero yo no quería hablar con nadie. El teléfono estaba descolgado. No abría la puerta, las luces estaban apagadas, y estaba de mal genio todo el rato. Así que me mandó una foto de mi sobrino. Salía tocando la batería con una de mis viejas máscaras. Así que la llamé y me lo puso al teléfono y me dijo, "Te quiero tío Joey" y yo me quedé pensativo y me dije, se acabó. Esto es jodidamente estúpido. Me di cuenta que básicamente me estaba matando. Me hizo darme cuenta de lo que es realmente importante en mi vida y que habría hecho un montón de cosas malas a la gente”.
Además Joey Jordison les dijo a los miembros de Slipknot que ya se había comprado su propia tumba: “Está en Second Avenue (en Des Moines)".

## Muerte
El 26 de julio de 2021 Jordison, de 46 años de edad, murió mientras dormía en su casa de su ciudad natal en Des Moines, Iowa. Se sabía que el baterista sufría de mielitis transversa aguda, lo que pudo haberle ocasionado la muerte, aunque todavía se desconoce la causa del deceso.

## Discografía
| - 1996: Mate.Feed.Kill.Repeat - 1997: Crowz - 1998: Slipknot Demo - 1999: Slipknot - 2001: Iowa - 2004: Vol. 3: (The Subliminal Verses) - 2005: 9.0 Live - 2008: All Hope Is Gone | - 2002: Right to Remain Violent - 2002: Beyond the Valley of the Murderdolls - 2010: Women and Children Last | - OTEP - House of Secrets - (Algunas pistas) - (2004) - Roadrunner United - The All-Star Sessions - (2005) - Rio Grande Blood-Ministry - VIMIC - Open Your Omen - (TBA) |

### Álbumes producidos
Jordison ha producido algunos álbumes:
- Beyond the Valley of the Murderdolls - Murderdolls, 2001
- The All-Star Sessions - Roadrunner United, 2004
- 9.0 Live - Slipknot, 2005
- Fire up the Blades - 3 Inches of Blood, 2007

## Filmografía
- Welcome To Our Neighborhood (1999) - él mismo
- Tainted Love - Cover Marilyn Manson (2001) - él mismo (Slipknot)
- We Sold Our Souls For Rock 'n' Roll (2001) - él mismo (Slipknot)
- Dawson's Creek (episodio 1, 2002) - Living Dead Girl (2002) Episodio de TV (como Murderdolls)
- Rollerball (2002) - Miembro de Slipknot
- Disasterpieces (2002)- él mismo
- Metal: A Headbanger's Journey (2005) - él mismo
- Voliminal: Inside the Nine (2006) - él mismo
- Of the (sic): Your nightmares, our dreams (2009) - él mismo